# 恍惚 (2003年の映画)
『恍惚』 （こうこつ、原題: Nathalie...） は2003年製作のフランス・スペイン合作映画。アンヌ・フォンテーヌ監督。

## あらすじ
夫ベルナールの浮気を知った妻カトリーヌは、娼婦のマルレーヌを使って復讐をする。素人娘のナタリーになりすまして夫を誘惑し、逐一報告をするよう依頼したのだ。マルレーヌの口から語られるのは、赤裸々な性であった。

## キャスト
※括弧内は日本語吹替
- カトリーヌ - ファニー・アルダン（野沢由香里）
- マルレーヌ - エマニュエル・ベアール（日野由利加）
- ベルナール - ジェラール・ドパルデュー（加藤亮夫）
- フランソワ - ウラディミール・ヨルダノフ（後藤敦）
- カトリーヌの母 - ジュディット・マーレ（定岡小百合）
- テリー - ロドルフ・ポリー（川田紳司）

## リメイク
- CHLOE/クロエ - 2009年制作の、アトム・エゴヤン監督による映画。